# Guy de Milly
Guy de Milly est un noble croisé, mort en 1126, qui fut seigneur de Naplouse.

## Biographie
Il est originaire de Milly-sur-Thérain, en Picardie, et est seigneur de Gourgouce, de Bodival et de Ribeauville-en-Cambrésis.
On ne sait pas trop à quelle date il vint en Terre Sainte, il y est mentionné pour la première fois en 1108 et apparaît ensuite dans de nombreuses chartes royales en tant que témoin, ce qui indique son rang important dans le royaume de Jérusalem. Par sa seconde épouse, il hérite de la seigneurie de Naplouse et meurt en 1126.

## Mariages et enfants
En 1115, le roi Baudouin Ier de Jérusalem confirme des donations faites en faveur de l'église Sainte-Marie de Jérusalem, dont l'une a été faite par « Wido de Miliaco et uxoris Helisabeth (Guy de Milly et son épouse Élisabeth) ». De plus, son fils aîné se nomme Guy Francinega, ce qui sous-entend une naissance en Europe occidentale. Il en découle que Guy de Milly a probablement eu une première épouse, Élisabeth, qui fut la mère de Guy Francinega.
Toutefois, cette conclusion n'est pas absolument certaine, car les Lignages d'Outremer mentionnent un certain « sire Paien » comme l'oncle de « mesire Phelippe de Naples … Henri le Bufle, et … Gui » et précise qu'il était « boutillier et seignor de Naples » et une charte du 14 janvier 1155 nomme « Philippi…Neapolitani, Guidonis Francigene, Henrici Bubali » comme les oncles d'« Hugo de Hybelino et…fratris sui Balduini… », ce qui tendrait à faire de Guy Francinega un fils d'Etiennette.
En 1120, Guy de Milly se remarie avec Étiennette de Naplouse, qui donne naissance à :
- Philippe, seigneur de Naplouse, puis d'Outre-Jourdain et enfin Maître de l'Ordre du Temple ;
- Henri le Buffle, seigneur d'Arabia-Petra.